# Manuel Milian i Boix
Manuel Milian i Boix (Morella, Els Ports, 1 de juny de 1908 - Morella, Els Ports, 4 d'abril de 1989) fou un eclesiàstic, arxiver, historiador i cronista valencià.
Ingressà al Seminari Diocesà de Tortosa el 1922, on tingué per company, Vicent Enrique i Tarancón, i estudià, com era preceptiu, els quatre cursos de Gramàtica, Llatí i Humanitats. Entre 1920 i 1925 estudià Paleografia sota el mestratge de Manuel Betí i Bonfill, i la va complementar a Tortosa de la mà de l'historiador Enric Bayerri i Bertomeu.
Fou ordenat prevere a la catedral de Tortosa el juny de 1933, i celebrà la primera missa a Morella. Tot i que el seu primer destí va ser el poble de Palanques, el bisbe Félix Bilbao y Ugarriza li encarregà l'inventari monumental de la diòcesi. Així, va catalogar tot el conjunt monumental i artístic del bisbat de Tortosa, que fins al 1960 arribava pel sud fins a la Plana Baixa. Durant dos anys, Milian visità totes les parròquies, ermites, santuaris i convents de la diòcesi, i el 1935 presentà al bisbe l'Inventario Monumental Dertosense. El març de 1935 fou nomenat regent beneficiat de Forcall i durant la guerra va estar amagat en aquest poble. El 1938 va ser nomenat rector de Forcall i de Villores. Després de la Guerra civil, Milian es dedicà a recuperar el patrimoni historicoartístic de la diòcesi, restablí les romeries a les ermites i santuaris del bisbat i recuperà les danses processionals com els dansants, dels segles XIV-XV, les gitanetes o teixidores, els arquets, les llauradoretes. Pel que fa a les tradicions populars, recuperà la Santantonà del Forcall i la Setmana Santa, restituí el cant litúrgic i formà una escolania.
Durant els anys 40, Manuel Milian reinicià la seua tasca científica, desplaçant-se a Tortosa, Barcelona, València o Madrid per poder estudiar els seus arxius. A València, treballà als arxius del Patriarca, al de la Catedral i al Municipal, i també a l'Arxiu del Regne de València i a la Reial Acadèmia de Belles Arts de Sant Carles. També va investigar temes etnogràfics i folklòrics, i com a bon medievalista, també estudià la figura de Benet XIII, el papa Luna. El 1952 es convertí en rector de El Perelló, al Baix Ebre, i el 1955 fou nomenat capellà de l'asil de Vinaròs. El 1963 es traslladà a Roma per a treballar a l'Arxiu Secret del Vaticà i, finalment, el 1981 es traslladà definitivament a Morella, on morí el 4 d'abril de 1989.
Durant la seva trajectòria investigadora, va formar part de diveres associacións científiques i culturals, fou membre del Real Acadèmia de Cultura Valenciana, de l'Instituto Español de Historia Eclesiástica de Roma, de la Societat Castellonenca de Cultura, de la Reial Acadèmia de la Història d'Espanya, de la Reial Acadèmia de Bones Lletres de Barcelona, Cronista del Regne de València, i també director del Centre d'Estudis del Maestrat, arxiver i cronista de Vinaròs (Baix Maestrat), arxiver de l'Historicoeclesiàstic de Morella i director del seu museu.
Publicà diverses monografies i articles en periòdics, i obres d'investigació històrica com ara El fondo “Instrumenta Miscellanea” del Archivo Vaticano. Documentos referentes a España (803-1782) (1969), Nicolás Conill, curial y prior del lugar Pío de la Corona de Aragón (1964), Nicolás Conill, un valenciano en la corte de tres Papas (1409-1439) (1970), Guigon Flandin, curial de Benedicto XIII (1976), entre d'altres. A la seva mort deixà quaranta-cinc treballs inèdits sobre història, arqueologia, art, etnografia i altres temes. Dirigí la revista Vallivana fins al 1986. Cal destacar la seva participació en la recuperació del patrimoni artístic de la diòcesi de Tortosa a partir del 1939 i el seu treball com a delegat del servei de defensa del patrimoni historicoartístic nacional a la província de Castelló entre el 1940 i el 1943.